# Herrökobben
Herrökobben är en ö i Finland. Den ligger i Finska viken och i kommunerna Kyrkslätt och Esbo i landskapet Nyland, i den södra delen av landet. Ön ligger omkring 19 kilometer sydväst om Helsingfors.
Öns area är 2 hektar och dess största längd är 260 meter i nord-sydlig riktning. Närmaste större samhälle är Helsingfors, 18,5 km nordost om Herrökobben.